# Nipponotrophon pagodus
Nipponotrophon pagodus is een slakkensoort uit de familie van de Muricidae. De wetenschappelijke naam van de soort is voor het eerst geldig gepubliceerd in 1965 door Hayashi & Habe.